# 常祿
宗室常祿（穆麟德轉寫：Uksun Canglu；1806年4月15日—1869年10月24日，嘉慶十一年二月二十七日子時－同治八年九月二十日卯時），字蓮溪，清朝鑲藍旗第五族宗室，奕字輩。清朝政治人物。

## 生平
道光十一年（1831年）辛卯恩科順天府宗室鄉試舉人。
道光十二年（1832年）第三甲第二十一名同進士出身。授額外主事。
二十一年（1841年）二月，授宗人府經歷。
二十二年（1842年）十一月，授戶部員外郎。
二十三年（1843年）四月，特授改補翰林院侍講。十月，遷侍讀。
二十六年（1846年）三月，授詹事府右春坊右庶子。同年遷翰林院侍講學士。
二十七年（1847年）五月，因翰詹大考遭列為不入等，革職。
同治八年（1869年）九月卒，年六十四歲。

## 家庭及關聯
- 八世祖：追封莊親王舒爾哈齊（1564年－1611年），清顯祖宣皇帝第三子，追封和碩莊親王。
- 七世祖：鄭獻親王濟爾哈朗（1599年－1655年），舒爾哈齊第六子，封和碩鄭親王。
- 六世祖：簡純親王濟度（1633年－1660年），濟爾哈朗第二子，封多羅簡郡王，授定遠大將軍，襲和碩簡親王。
- 五世祖：簡修親王雅布（1658年－1701年），濟度第五子，封三等輔國將軍，襲和碩簡親王。
- 高世祖：輔國將軍阿扎蘭（1683年－1717年），雅布第三子，授頭等侍衛，封三等輔國將軍，因病告退。
- 曾祖父：宗室德沖（1714年－1745年），阿扎蘭第十一子，閑散。
- 祖父：宗室廣銘或广敏（1738年－1806年），德沖第二子，授七品筆帖式，官至盛京兵部侍郎。
- 父（承繼）：宗室興隆（1765年－1794年），廣銘第一子，閑散。
- 父（本生）：宗室興定（1779年－1820年），廣銘第四子，閑散。
- 伯：宗室興恒，娶西安副都统署西安将军、原成都将军观成之女富察氏，礼部尚书贵庆亲姐妹。
- 生母：楊氏，興定側室，楊福山之女。

- 常祿過繼前排行第一，有二弟：
  - 常端（1809年－1863年），道光十四年舉人。
  - 常熊（1814年－1864年），閑散。

### 妻妾
- 正室：多克吉特氏，奇車布之女。
- 繼室：那穆都魯氏，福建延建邵道祥璽之女。
- 無側室。

### 子女
有二子。
- 長子：宗室順貴（1833年－1833年），早卒。
- 次子：宗室寶廷（1840年－1890年），常祿第二子，同治七年進士，官至內閣學士兼禮部侍郎銜、副都統，緣事革職。